# (1270) Datura
(1270) Datura es un asteroide tipo S perteneciente al cinturón de asteroides que orbita entre Marte y Júpiter con un periodo orbital de 3,34 años. Se cree que es el resultado de la destrucción por colisión de un cuerpo mayor ocurrida hace unos 450 000 años aproximadamente. Su nombre hace referencia a las daturas, un género de plantas herbáceas.
Fue descubierto el 17 de diciembre de 1930 por George Van Biesbroeck desde el Observatorio Yerkes en Williams Bay, Wisconsin.